# Troglohyphantes scientificus
Troglohyphantes scientificus Deeleman-Reinhold, 1978 è un ragno appartenente alla famiglia Linyphiidae.

## Etimologia
Il nome proprio della specie deriva dall'aggettivo latino scientificus, cioè analizzabile, che produce conoscenza, scientifico dato dal descrittore in quanto nella grotta di Villanova vennero rinvenuti tanti esemplari maschili da poter effettuare un completo e significativo studio scientifico.

## Descrizione
Il maschio ha una lunghezza totale di 3,60 mm; il cefalotorace è lungo 1,58 mm e largo 1,28 mm. Le femmine hanno una lunghezza media di 4,03 mm; il cefalotorace è lungo 1,68 mm e largo 1,34

## Distribuzione
La specie è stata rinvenuta in Slovenia, in località poi divenuta territorio italiano: nei pressi della Nuova grotta di Villanova, nel territorio comunale di Tarcento, località friulana in provincia di Udine; e, in territorio sloveno, a Zadlaskz jama nei pressi di Tolmin, nell'Alta Carniola

## Tassonomia
Al 2013 non sono note sottospecie e non sono stati esaminati nuovi esemplari dal 1987.